# Edessalo
Edessalo est une île du lac Päijänne à Jämsä en Finlande,.

## Géographie
Edessalo mesure 3,9 kilomètres de long, 2,9 kilomètres de large et une superficie de 6,74 kilomètres carrés.
Edessalo est séparée du continent par le détroit Edessalmi, qui mesure près de 3,5 km de long et 70 à 350 mètres de large.
Au sud-est elle est séparée de Haukkasalo par le Kunninsalmi.
D'Edessalo, dans la direction est et nord-est, on peut voir Tuomisalo, Mustassalo, Kaijansalo et Karhusalo.
Au centre de l'île, la baie Kolvonlahti s'étend sur 1,2 kilomètre de long et de hautes collines s'élèvent des deux côtés Kolvonlahti. 
Le plus haut sommet de l'île est Hevovuori, qui culmine à 190 mètres d'altitude.
Peu peuplée, Edessalo compte des habitations permanentes et une vingtaine de maisons de vacances.
Aucune route ne mène à l'île, et il n'y a que des chemins forestiers sur l'île.

## Réserves naturelles
L'île fait partie du programme Natura 2000, qui vise à protéger les anciennes terres forestières de l'île. 
Les aires protégées de l'île font partie de la zone protégée d'Edessalo–Haukkasalo (FI0900078, 2 653,5 hectares) qui comprend des zones de protection des plages (RSO090069) et d'anciennes zones forestières protégées.